# Vestit espacial

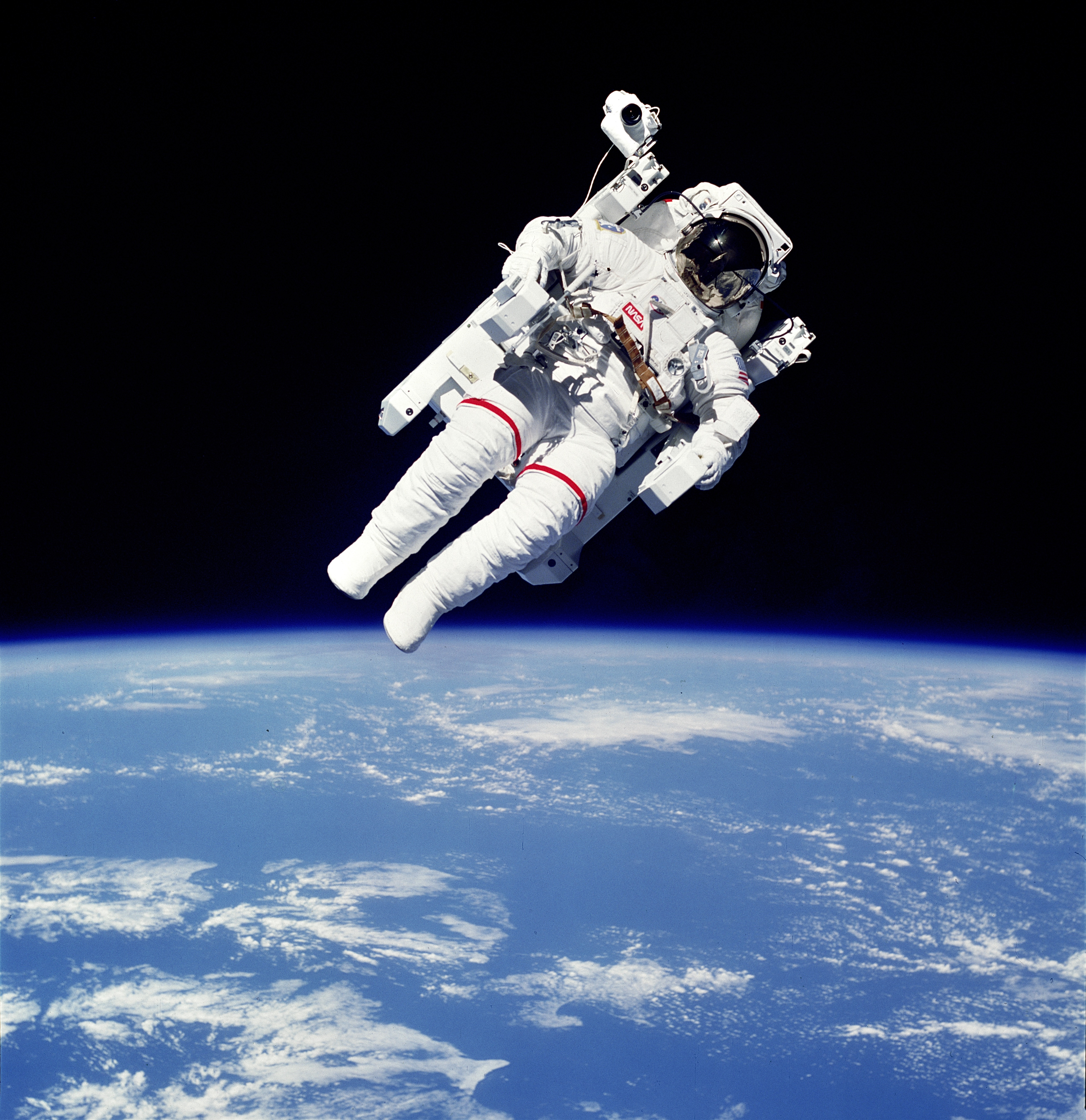
Bruce McCandless II amb un vestit espacial per a missions extravehiculars en la seva configuració més avançada (1984)

El vestit espacial o menys habitualment escafandre espacial és un equip tancat hermèticament, que inclou un dispositiu de respiració i que permet a l'ocupant de moure's lliurement per l'espai. És l'única peça destinada a realitzar qualsevol activitat extravehicular i una mesura de seguretat per a la reentrada; protegeix els éssers humans de la calor, el fred, la radiació i la nul·la pressió atmosfèrica de l'espai. Aquest vestit es pot fer servir en activitat extravehicular (EVA per les seves sigles en anglès) fora de la nau i en el desplaçament per la Lluna.
L'enginyer militar espanyol Emilio Herrera va dissenyar el 1935 per primera vegada un vestit espacial anomenat escafandre estratonàutic, que inspiraria posteriorment els utilitzats en la carrera espacial.
El vestit espacial va ser usat per un astronauta per primera vegada als Estats Units. Al principi els vestits eren confeccionats a mida, però posteriorment es van aplicar tècniques per adaptar la peça als diferents usuaris i finalment es va adoptar una opció intermèdia on algunes peces són comuns i altres a mida.

## Història

### Anys 1930
Els vestits espacials moderns tenen el seu origen en els vestits de pressió que van ser desenvolupats als anys 1930, per als bussos de gran profunditat (vestits de busseig) i els pilots de prova d'avions militars de gran altitud. No obstant això, aquests vestits originals tenien un gran inconvenient: estava clar que no permetien gaire llibertat de moviments - ja fos perquè des del principi eren massa rígids o voluminosos, o perquè la pressió de l'interior els tornava així. Es van fixar ràpidament dues formes bàsiques: alguns eren vestits "suaus", que proporcionaven un cert grau de flexibilitat, però no aconseguien proporcionar una protecció completa. Els vestits "durs" (com el proposat el 1928 per Herman Potočnik), però, eren justament el contrari: més segurs, però molt pesats. La majoria dels pilots de proves, que volaven a gran altitud, usaven vestits suaus. Per als futurs astronautes es va buscar una solució més equilibrada. Avui dia s'utilitzen vestits durs amb més flexibilitat. L'evolució del vestit espacial es pot rastrejar en els següents passos:
- 1931: el rus Ievgueni Txertovski desenvolupa un vestit de pressió poc pràctic a Sant Petersburg.

- 1933: el nord-americà Mark Ridge sobreviu en una càmera de simulació d'una pressió atmosfèrica de 27.500 metres abillat amb un vestit desenvolupat pels enginyers britànics John Scott Haldane i Sir Robert H. Davis (de Siebe Gorman & Co Ltd)

- 1934: el pilot nord-americà Wiley Post i el dissenyador Russell Colley de l'empresa Goodrich desenvolupen un vestit que semblava un submarinista. Un d'aquests primers models, però, es va trencar; un altre hagué de ser tallat per poder-se obrir i treure el seu portador.

- 1935 Post llavors, amb un model millorat, arriba per primera vegada a una altitud de 15 quilòmetres

En el mateix any, la companyia alemanya Dräger, especialitzada en vestits de busseig, fabrica un vestit de seda utilitzant fil de seda elàstic. No obstant això, la pressió al vestit es disparava de tal manera que la visera era empesa sobre el front del pilot.
Un desenvolupament francès del mateix any estava compost per lli, seda i guants de goma i tenia la tensió ajustable, de manera que el pilot podia voltejar un palanca al pit sobre la qual s'assentava la pressió interna del vestit. Al final de la dècada de 1930, va aparèixer el primer vestit dur. No obstant això, aquest producte italià va resultar ser massa voluminós i pesat, de manera que els pilots, després de constrènyer-se el vestit, havien de ser portats a l'aeronau.

### Anys 1940
El 1940 es va provar un vestit de goma britànic equipat amb una ampolla d'oxigen a la cuixa i un tub ajustable fins aproximadament 10.000 metres. En el mateix any la Força Aèria dels Estats Units va encarregar el primer vestit espacial. Pesava uns 35 quilos i era completament rígid a 200 hPa; aquesta pressió era 35 hPa menor de la necessària per mantenir la vida amb la pressió de l'espai. El 1942 l'exèrcit alemany va intentar, entre altres coses, un model de vestit anomenat XH-1. No obstant això, tenia una sèrie d'inconvenients, com ara males propietats de ventilació i voluminositat, tan bon punt estava sota pressió. Alhora Dräger va desenvolupar una vestit dur, una reminiscència de l'armadura d'un cavaller medieval, tot i que era més flexible que la majoria i també podria suportar una alta pressió interna, però igual que molts altres vestits durs era massa pesat. El 1943, inspirat en una eruga, l'inventor Russell Colley va crear una estructura segmentada de braços i cames, cosa que va permetre al seu portador moure's i aixecar les seves extremitats. Juntament amb el seu casc acampanat de plàstic es va convertir en el model de molts vestits espacials en la literatura de ciència-ficció i en les pel·lícules de ciència-ficció de la dècada del 1950 i començaments de 1960.

### 1950 i 1960
A principis de la dècada de 1950, la David Clark company va desenvolupar - des de 1939 era fabricant de vestits de pressió, però també un productor de sostenidors - un vestit fet de tela de niló amb estructura de gofra. El 1960, la Unió Soviètica va presentar al món un vestit de pressió, que s'assemblava sorprenentment al del pilot de l'U-2, abatut als Urals i després capturat, Gary Powers. El 1962 els britànics van presentar un vestit molt lleuger. No obstant això, les seves capacitats i vista eren bastant rígides. Es va provar una obertura pel darrere amb cremallera, com els darrers vestits espacials del programa Apol·lo.
Les tripulacions de les primeres naus espacials Vostok i Mercury portaven vestits espacials en cas de fuga d'aire des de la nau. Els vestits espacials Mercury substituïen la capa exterior de niló gris fosc amb una feta de niló recobert d'alumini, amb finalitats de control tèrmic (reflexió de la radiació tèrmica solar), pesaven tot just nou quilograms i tenien les millors propietats de ventilació. S'havien provat prèviament en els vols dels avions coet X-15.
Durant els primers passejos espacials a mitjan dècada del 1960, aquests vestits es desenvoluparen encara més. Aquests van ser els anomenats vestits experimentals. El 1964 Litton Industries va presentar per a la NASA el prototip d'un vestit dur amb articulacions al colze, amb rosca i sense cremallera. Però foren els vestits suaus utilitzats per a les missions del Programa Apol·lo els que oferien més flexibilitat. El 1965, la David Clark Company feu per al Programa Gemini, que tenia passejos espacials planejats, un vestit espacial especial, que tenien una visera antienlluernant recoberta d'or i també mantenia l'aire exhalat del nas i la boca. Els vestits espacials per al programa Apol·lo, en els quals els viatgers espacials s'havien de moure en la superfície lunar, hagueren de ser redissenyats completament.

### Anys 1970 fins a l'actualitat
Els cosmonautes soviètics en les missions Saliut - estació espacial en els anys 1970 i 1980 van contribuir durant l'enlairament, aterratge i reacoblament als vestits espacials suaus, mentre que els vestits utilitzats per a passejos espacials eren vestits durs que es posaven pel darrere Els astronautes nord-americans del sistema de transbordador espacial utilitzat des de la dècada del 1980 contribuïren amb models híbrids en els quals es combinaven materials durs i tous. Els vestits d'aquest tipus proporcionen seguretat i mobilitat. Avui les EMUS dels Estats Units són principalment una evolució posterior dels vestits espacials Apol·lo, però amb un enduriment de fibra de vidre - plàstic reforçat a la zona del tronc.
Per als salts de l'estiu i tardor de 2012 realitzats per Felix Baumgartner des de 39 km d'altitud en el projecte Red Bull Stratos es va desenvolupar un vestit espacial de curt termini de 0.24 bars de pressió interna per superar la velocitat del so en la freda (−68 °C) estratosfera.

## Funcions del vestit espacial
Un vestit espacial ha d'exercir diverses funcions perquè el seu ocupant romangui còmode i segur. Ha de proveir:
- Una pressió interna estable. Aquesta pot ser menor que la pressió atmosfèrica de la terra, i per això normalment no cal portar nitrogen en el vestit. Una menor pressió permet una major mobilitat per al seu ocupant, però comporta amb la possibilitat que es produeixi un mal de descompressió.
- Mobilitat. La mobilitat està normalment oposada a la pressió del vestit. La mobilitat també ve donada per les unions del vestit.
- Oxigen respirable. La circulació d'oxigen respirable està controlada pel Sistema Primari de Suport Vital.
- Regulació de la temperatura. Diferent a la Terra, on la calor pot ser transferida per convecció en l'atmosfera, a l'espai la calor pot perdre's només per radiació o per conducció amb els objectes en contacte directe amb el vestit. Donat que la temperatura en l'espai pot variar considerablement, la temperatura del vestit està regulada per roba de refredament líquid, mentre que la temperatura interior del vestit està regulada pel Sistema Primari de Suport Vital.
- Escut contra la radiació ultraviolada.[4]
- Escut limitat contra altres tipus de radiacions.
- Protecció contra micrometeorits (alguns dels quals viatgen a velocitats de fins a 27.000 quilòmetres per hora) proporcionada per una capa resistent a la punxada, que és la part més externa del vestit. L'experiència ha demostrat que la major probabilitat d'exposició es produeix a prop del camp gravitatori d'un satèl·lit natural o planeta, de manera que la proposta es feu servir per primer cop en els vestits de la missió lunar Apol·lo.[5]
- Mitjans per maniobrar, arnès i línies d'ancoratge / alliberament a la nau espacial.
- Sistemes de telecomunicació.
- Formes per al còmode emmagatzematge de menjar, aigua i begudes isotòniques.
- Sistema de gestió de deixalles denominat Body Waste Management System en l'argot de la NASA) que consisteix en un recol·lector d'orina (Urine Collection Device, UCD) i un altre de femta (Maximum Absorbency Garment, MAG)

## Parts del vestit espacial
El vestit espacial el formen diverses peces que s'ajusten unes a les altres i algunes són intercanviables amb altres vestits:

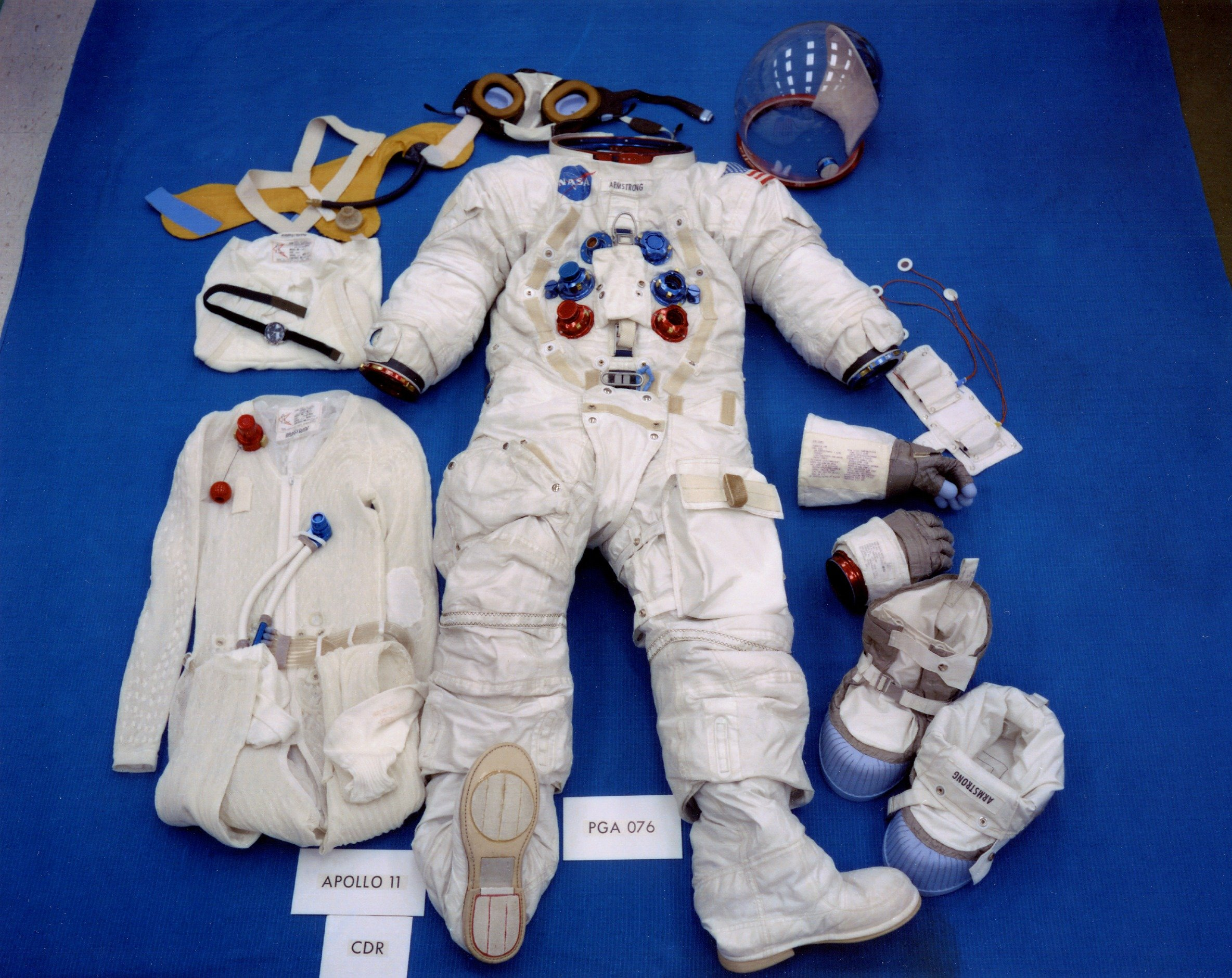
Vestit espacial de Neil Armstrong.

- Camals: El vestit es compon d'uns pantalons i un anell ventral ajustable en alçada i amplada per tal que pugui ser usat per diferents persones.
- Tronc: A l'anell ventral s'acobla una camisa amb anells als canells i al coll.
- Guants: Són una part especialment cuidada perquè ha de permetre certa sensibilitat per manejar eines i al mateix temps protegir de l'espai exterior. Solen ser fets a mida.
- Nucli: És una altra peça d'especial delicadesa, donat que ha de permetre una àmplia visibilitat, ser robust, tenir diverses pantalles per protegir els ulls de la radiació sense impedir veure, oferir un o dos micròfons per a la ràdio, auriculars i una pantalla on apareguin missatges escrits.
- Motxilla: En ella van les ampolles d'aire per poder respirar, el regulador per compensar la diferència de pressió, les bateries i la ràdio.
- Tubs d'evacuació: Una sèrie de conductes per permetre l'astronauta orinar i defecar si fos necessari sense que suposi un perill ni una molèstia. Cal tenir en compte que alguns passejos espacials poden perllongar-se durant hores (per a la reparació del telescopi espacial Hubble va ser necessària una EVA de 26 hores).

En el seu conjunt un vestit d'aquest tipus pot superar els 130 quilos de pes. A aquesta configuració se li pot afegir el mòdul extravehicular (Manned Maneuvering Unit en anglès) que utilitzen els nord-americans per maniobrar fora del transbordador espacial. Així tindríem la configuració més completa i eficaç.
Un vestit una mica diferent és l'anomenat vestit de vol utilitzat tant en l'enlairament com en l'aterratge i serveix com a mesura de precaució per si ocorre una despressurització del vehicle espacial. Al contrari que l'anterior no porta motxilla. En el cas dels transbordadors americans és de color taronja fort per tal que sigui vist amb més facilitat i la seva denominació és ACES. A la Soiuz aquest vestit és de color blanc i es denomina Sokol. A més va equipat amb radiobalisa, bengales, aigua, racions de menjar, paracaigudes, flotadors i altres equips de supervivència, per si es produís un accident i l'astronauta hagués d'abandonar l'astronau en vol o en caure sobre l'aigua.

## Teixits del vestit
Tot vestit espacial està confeccionat amb diversos teixits, especialment si la peça està prevista per sortir a l'espai.
- Capa exterior: És blanca o de material reflector per dissipar la major quantitat de llum i calor possible.

- Capa de kevlar: Sol estar col·locada a l'interior i la seva missió és protegir els teixits interiors d'esquinçaments i de petites deixalles espacials que poguessin produir talls o perforacions amb la consegüent pèrdua de pressió.

- Cotó: És la part interior: ha de proporcionar un tacte agradable, evitar pèrdues de calor i absorbir possibles sudoracions del propietari.

Aquestes capes no tenen per què ser úniques sinó dobles o triples i poden resistir l'impacte d'un objecte amb la mida d'un còdol de riu. Per partícules més grans no es garanteix la resistència; però si es produís un forat de la mida d'una moneda les motxilles podrien proporcionar aire durant uns 30 minuts.

## Problemes dels vestits espacials
- Alt cost: Malgrat que s'han aconseguit reduccions en aquest camp gràcies a l'experiència, el preu de cada un és una cosa que ha demostrat ser molt difícil de solucionar. Es podria aconseguir una reducció fabricant-los en sèrie, però molts components ha de ser confeccionats a mida.
- Temps per entrar i sortir: La quantitat i la precisió d'ajustos que necessita el vestit, el seu volum, la delicadesa dels seus components i totes les comprovacions necessàries fan que l'operació de vestir-se pugui superar la mitja hora o fins i tot més.
- Incomoditat: Tot i els esforços el vestit espacial no deixa de ser un globus inflable, el que ho torna gran i aparatós. S'han estudiat vestits de formes dures i elàstiques; però de moment no són una alternativa. També resulta molt difícil de resoldre la sensibilitat, sobretot a les mans.
- Pes: El vestit, a causa de les seves múltiples parts, pesa molt, motiu pel qual els astronautes han d'estar en bona forma física durant els entrenaments.